# Габионета-Бинануова
Габионѐта-Бинануо̀ва (на италиански: Gabbioneta-Binanuova, на местен диалект: Gabiunèeda-Binanòva, Габиунееда-Бинанова) е община в Северна Италия, провинция Кремона, регион Ломбардия. Административен център на общината е село Габионета (Gabbioneta), което е разположено на 38 m надморска височина. Населението на общината е 868 души (към 2016 г.).